# Виторио Амброзио
Виторио Амброзио (итал. Vittorio Ambrosio; Торино, 28. јул 1879 — Аласио, 19. новембар 1958) је био италијански генерал у време Другог светског рата. Командовао је италијанском 2. армијом током инвазије на Југославију 1941.